# Арнщайн (род)
Арнщайн (на немски: Arnstein) е през Средновековието благороднически род в днешна Саксония-Анхалт, Германия.
Техен прародител е Валтер фон Щойслинген, бащата на Аделберо фон Щойслинген († 1056), който е баща на Валтер I фон Арнщет († 1126) и на Вернер фон Щойслинген († 1151), епископ на Мюнстер (1132 – 1151).
Те построяват ок. 1135 г. замъка Арнщайн при Ашерслебен в Източен Харц. От края на 12 век те се наричат графове фон Арнщайн. През 1289 г. благородникът Валтер фон Арнщайн е бургграф на Фреклебен, днес част от град Ашерслебен.
От Валтер III фон Арнщайн († ок. 1196), женен за Гертруд фон Баленщет († сл. 1194), внучка на маркграф Албрехт Мечката фон Бранденбург, дъщеря на граф Адалберт III фон Баленщет († 1171), произлизат графовете на Линдов-Рупин и графовете на Барби, графовете фон Мюлинген и вероятно графовете фон Фалкенщайн.
Около 1292/1296 г. родът изчезва с влизането на трима братя в Тевтонския орден. Техните собствености отиват на благородниците фон Шраплау, князете на Анхалт, графовете на Мансфелд и на архиепископството Магдебург.